# Зельманов, Ефим Исаакович
Ефи́м Исаа́кович Зе́льманов (род. 7 сентября 1955, Хабаровск) — советский и американский математик, лауреат Филдсовской премии (1994), известный работами в области комбинаторных проблем неассоциативной алгебры и теории групп, в частности доказательством ослабленной гипотезы Бёрнсайда.

## Биография
В 1977 году окончил механико-математический факультет Новосибирского университета и поступил в аспирантуру.
Первая попытка Зельманова защитить кандидатскую диссертацию состоялась 25 октября 1980 года (научные руководители Анатолий Ширшов и Леонид Бокуть). Хотя во время защиты существенных претензий высказано не было, Учёный совет под руководством Юрия Ершова отклонил заявку. Это стало скандалом, Ширшов высказал резкий протест и даже собирался выйти из состава Учёного совета. По словам Семёна Кутателадзе, Ширшов даже заявил, что жить не хочет после этой выходки. Повторная защита диссертации «Иордановы алгебры с делением» состоялась благодаря вмешательству академика С. Л. Соболева — уже после смерти Ширшова в 1981 году.
Эта диссертация внесла большой вклад в теорию йордановых алгебр — в ней обобщены некоторые свойства конечномерных йордановых алгебр на случай бесконечномерных алгебр.
В 1980—1987 годах Зельманов работал в Институте математики в Новосибирске (младший научный сотрудник с 1980 года, старший научный сотрудник с 1985 года, ведущий научный сотрудник — с 1986 года). В 1985 году защитил докторскую диссертацию «Йордановы алгебры и градуированные алгебры Ли». В 1987 году решил важную проблему в области алгебр Ли: доказал, что если кольцо Ли удовлетворяет тождеству Энгеля, то оно локально лиево нильпотентно. В 1980-х годах доказал ослабленную гипотезу Бёрнсайда, за что впоследствии получил Филдсовскую премию.
Леонид Бокуть и Сергей Новиков писали, что Зельманова в СССР травили и после защиты диссертации, поэтому в конце концов в 1987 году он уехал в США. В 1990 году стал профессором Висконсинского университета, в 1994—1995 годах работал в Чикагском университете. С 2000-х годов — профессор Калифорнийского университета в Сан-Диего и Корейского института перспективных исследований. В 2016 году получил почётную степень доктора наук от университета Линкольна.